# Mycalesis sangaica
Mycalesis sangaica är en fjärilsart som beskrevs av Butler 1877. Mycalesis sangaica ingår i släktet Mycalesis och familjen praktfjärilar. Inga underarter finns listade i Catalogue of Life.